# 小行星2030
小行星2030（2030 Belyaev）是一颗绕太阳运转的小行星，为主小行星带小行星。该小行星于1969年10月8日发现。
該小行星以蘇聯太空人帕維爾·別利亞耶夫命名。

## 轨道参数
小行星2030的轨道半长轴为2.2476136 UA，离心率为0.093。